# Erik Palmer-Brown
Erik Ross Palmer-Brown (Napoleon, Ohio, Estados Unidos, 24 de abril de 1997) es un futbolista estadounidense. Juega de defensor en el Panathinaikos F. C. de la Superliga de Grecia.

## Trayectoria

### Sporting Kansas City
El 2 de agosto de 2013 firmó su primer contrato profesional, convirtiéndolo en el primer jugador de la cantera del Sporting Kansas City en fichar con ellos, además de convertirse en el jugador más joven en la historia del club. Fue incluido en la lista oficial de jugadores como suplente en el partido del 10 de agosto de 2013 frente al New England Revolution por la temporada regular de la Major League Soccer.
En enero de 2014 la Juventus de la Serie A hizo una oferta de 1 millón de dólares por Erik Palmer-Brown, la cual fue rechazada por Sporting Kansas City.
En 2014 fue votado en el puesto 39 de la lista de los top 50 Wonderkids de 2014 del sitio web británico TeamTalk.
Hizo su debut profesional con SKC el 18 de mayo de 2014 en un partido de la temporada regular de la MLS frente al Chicago Fire. Su debut terminó en forma prematura cuando fue expulsado por doble amonestación en el minuto 64; había recibido su primera tarjeta amarilla luego de ceder un penal en el minuto 15. Sporting Kansas City terminaría perdiendo el partido 2-1.

### Fútbol Club Oporto
El 1 de febrero de 2016 se anunció que sería cedido por el resto del año 2016 al F. C. Porto de la Primeira Liga de Portugal.

## Selección nacional

### Selecciones juveniles
Ha representado a los Estados Unidos a los niveles sub-15, sub-17, sub-18 y sub-20. Hasta 2014 jugó en 6 ocasiones para el equipo sub-18 norteamericano, anotando un gol en un partido contra la República Checa.
El 28 de diciembre de 2014 fue incluido en la lista preliminar de 35 jugadores que representarán a Estados Unidos en al Campeonato Sub-20 de la Concacaf de 2015, el cual sirvió de clasificación para la Copa Mundial de Fútbol en esa categoría en junio de ese año. Meses después fue incluido en la lista definitiva de 21 jugadores que representarán a los Estados Unidos en el torneo final en Nueva Zelanda. Hizo su debut en el torneo en la derrota 0-3 frente a Ucrania en el último partido de la fase de grupos.

### Participaciones en Copas del Mundo
| Mundial                     | Sede          | Resultado        | Partidos | Goles |
| --------------------------- | ------------- | ---------------- | -------- | ----- |
| Copa Mundial Sub-20 de 2015 | Nueva Zelanda | Cuartos de final | 1        | 0     |

## Clubes
| Club                         | País           | Año       |
| ---------------------------- | -------------- | --------- |
| Sporting Kansas City         | Estados Unidos | 2014-2017 |
| F. C. Porto "B" (cedido)     | Portugal       | 2015-2016 |
| Swope Park Rangers (cedido)  | Estados Unidos | 2017      |
| Manchester City F. C.        | Inglaterra     | 2018-2022 |
| K. V. Kortrijk (cedido)      | Bélgica        | 2018      |
| NAC Breda (cedido)           | Países Bajos   | 2018-2019 |
| F. K. Austria Viena (cedido) | Austria        | 2019-2021 |
| E. S. Troyes A. C. (cedido)  | Francia        | 2021-2022 |
| E. S. Troyes A. C.           | Francia        | 2022-2023 |
| Panathinaikos F. C.          | Grecia         | 2023-     |

## Palmarés

### Títulos nacionales
| Título         | Club                | País   | Año  |
| -------------- | ------------------- | ------ | ---- |
| Copa de Grecia | Panathinaikos F. C. | Grecia | 2024 |

## Vida privada
Palmer-Brown era estudiante en la Escuela Secundaria Archbishop O'Hara en Kansas City, Misuri al momento de fichar con el Sporting Kansas City. Es un residente de Lee's Summit, Misuri.